# Ленинский проспект (Норильск)
Ле́нинский проспе́кт — центральная улица города Норильска. Проходит почти через весь Центральный район города — от Октябрьской площади до площади Металлургов. Длина проспекта — 2,25 км.

## Описание

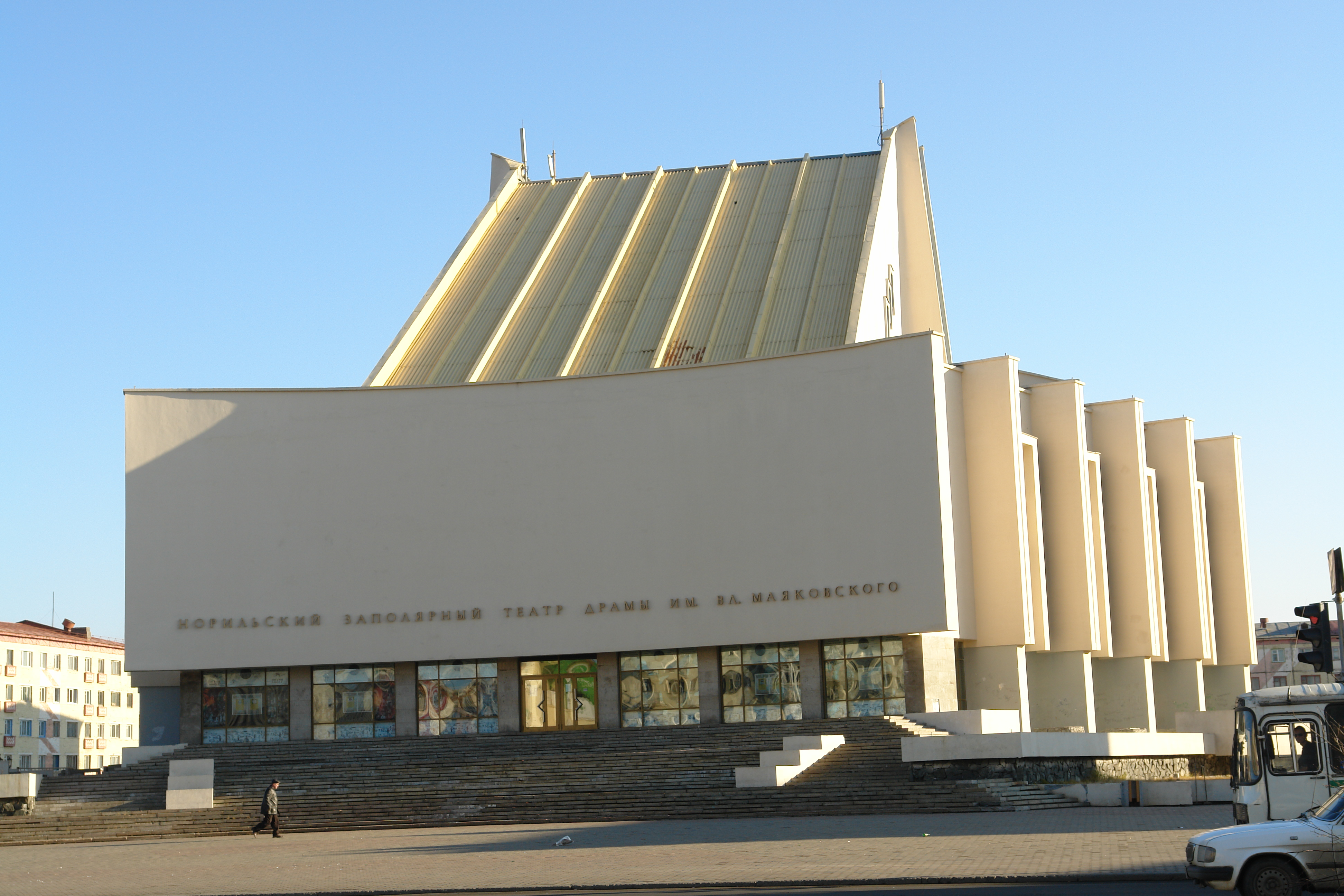
Норильский Заполярный театр драмы имени Вл. Маяковского

Ленинский проспект состоит из двух прямолинейных частей, угол между которыми составляет примерно 135 градусов. В месте стыка двух частей расположена Гвардейская площадь. Ширина проспекта — около 30 метров. Центральную часть улицы занимают газоны, под которыми находятся коллекторы тепловодоснабжения, связи и электросети.

## Здания и сооружения
На Ленинском проспекте расположены здания наиболее значимых учреждений города: гостиница «Полярная звезда», управление комбината, здание Администрации Норильска, Музей истории освоения и развития НПР, театр драмы имени Маяковского, Дом культуры комбината.
Достопримечательностью Ленинского проспекта считается скульптура северного оленя, выполненная в натуральную величину, которая была установлена ко дню России в 2006 году. Скульптура неоднократно подвергалась нападениям вандалов, отламывавших оленю рога. После актов вандализма за скульптурой было установлено видеонаблюдение.

## История
Часть, расположенная между Октябрьской и Гвардейской площадями (около 370 метров) в 1950-х годах называлась улицей Орджоникидзе, и впоследствии была объединена с проспектом. До 1961 года проспект назывался Сталинским.
В 1960-х годах существовал проект, согласно которому предлагалось накрыть Ленинский проспект сплошной стеклянной галереей с поддержанием внутри неё комфортного микроклимата, однако из-за чрезмерной дороговизны от проекта отказались.
В летние периоды 2008—2012 годов проводились ремонты фасадов зданий Ленинского проспекта.